# Demjén István (énekes)
Demjén István (Diósgyőr, 1938. augusztus 5. – Budapest, XXI. kerület, 2022. április 7.) magyar énekes, gitáros, Demjén Ferenc bátyja, beceneve Százlábú.

## Pályafutása
Id. Demjén István és Helmberger Ilona gyermekeként született Diósgyőrben. A testvérénél nyolc évvel idősebb István először 1964 körül az öccse által alapított Számum együttes tagja lett, ezután a Dogs, majd 1967–68-ban a Liversing, 1968-tól pedig az ugyancsak öccsével közösen alapított Meteor zenekar énekese volt. Karrierjük kezdetén öccsével közösen saját maguk készítettek gitárokat szekrénypolcok felhasználásával, az elektronikát is ők készítették el hozzá. Demjén István családi okok miatt hagyta abba zenei pályafutását még 1969 őszén, a Gázipari Tröszthöz ment dolgozni. 